# Вартемяги
Вартемяги (рос. Вартемяги) — присілок у Всеволожському районі Ленінградської області Російської Федерації.
Населення становить 2033 особи. Належить до муніципального утворення Агалатовське сільське поселення.

## Історія
Від 1 серпня 1927 року належить до Ленінградської області.

## Населення
| 1838  | 1860  | 1862  | 1885  | 1892  | 1896 | 1905  |
| ----- | ----- | ----- | ----- | ----- | ---- | ----- |
| 595   | ↗632  | ↗672  | ↘500  | ↗730  | ↘403 | ↗1131 |
| 1926  | 1939  | 1990  | 1997  | 2002  | 2007 | 2010  |
| ↘1011 | ↗1419 | ↘1056 | ↘1045 | ↗1110 | ↘937 | ↗1258 |
| 2011  | 2012  | 2013  | 2014  | 2017  |      |       |
| ↘1134 | ↘1128 | ↗1216 | ↗1473 | ↗2033 |      |       |

## Персоналії
- Краско Іван Іванович (*1930) — радянський та російський актор театру і кіно.